# 40e escadrille Héli
La 40e escadrille d'hélicoptères (40ste smaldeel Heli en néerlandais) est une escadrille d'hélicoptères appartenant à la composante air de l'armée belge, basée sur la base aérienne de Coxyde, dans la ville du même nom, dans la province de Flandre-Occidentale.
Elle est spécialisée dans les opérations recherche et sauvetage (Search and Rescue SAR) et particulièrement dans le sauvetage en mer et opèrait avec des Sea King Mk-48, remplacés par 4 NHIndustries NH-90 NFH depuis 2014.
Elle est à différencier de l'IKWV, l'intercommunale des services de secours des plages de Flandre-Occidentale, qui elle s'occupe de la surveillance des plages et des prompts secours donnés au baigneurs et aux usagers.

## Historique

### Préambule
En 1954, un premier « flight » de recherche et sauvetage est créé sur la base aérienne de Kamina au Congo belge et est équipé de trois hélicoptères Bristol Sycamore. En 1959, le « Flight de Sauvetage » est renommé « Flight Intervention ». Il sera dissous l'année suivante juste après l'accession à l'indépendance du Congo.

### Établissement à Coxyde
Le 1er avril 1961, un flight d’hélicoptères, unité mixte Force Aérienne/Force navale équipée de Sikorsky HSS-1 est créé à Coxyde pour remplacer les vedettes du Service de sauvetage air-mer. En 1963, Ce flight se voit adjoindre un flight SRT (Short Range Transport).

### Historique
Le 1er avril 1971, le Flight de vol Hélicoptère est transformé en une escadrille comprenant 6 Flights, dont un Flight Marine et un Flight de maintenance.
Le flight Héli Marine est, pour pouvoir effectuer des survols marins, équipé d'Alouette III, tandis que les 4 autres flights sont dotés d'hélicoptères Sikorsky HSS-1 et de S-58C provenant de la Sabena (ancienne compagnie aérienne belge).
Le 30 octobre 1974, le flight prend officiellement la dénomination de 40e escadrille, qui appartenait à une escadrille de transport du 15e Wing de transport aérien, dissoute six mois auparavant.
En 1975, les S-58C sont revendus et il ne reste que 4 Sikorsky HSS-1 qui seront déclassés en 1986.
Le 8 novembre 1976, l'escadrille reçoit les premiers de cinq Sea King Mk-48. Le 3 000e décollage sur alerte des Sea-King a lieu le 2 septembre 2013.
En 2013, on prévoyait que les derniers devraient être retirés du service en 2016 mais leur retrait est effectif le 21 mars 2019 après 60 000 heures de vol, 3 309 missions de sauvetage et 1 757 personnes sauvées.
Les trois dernières Alouette III seront retirées en 2021.

## Flotte

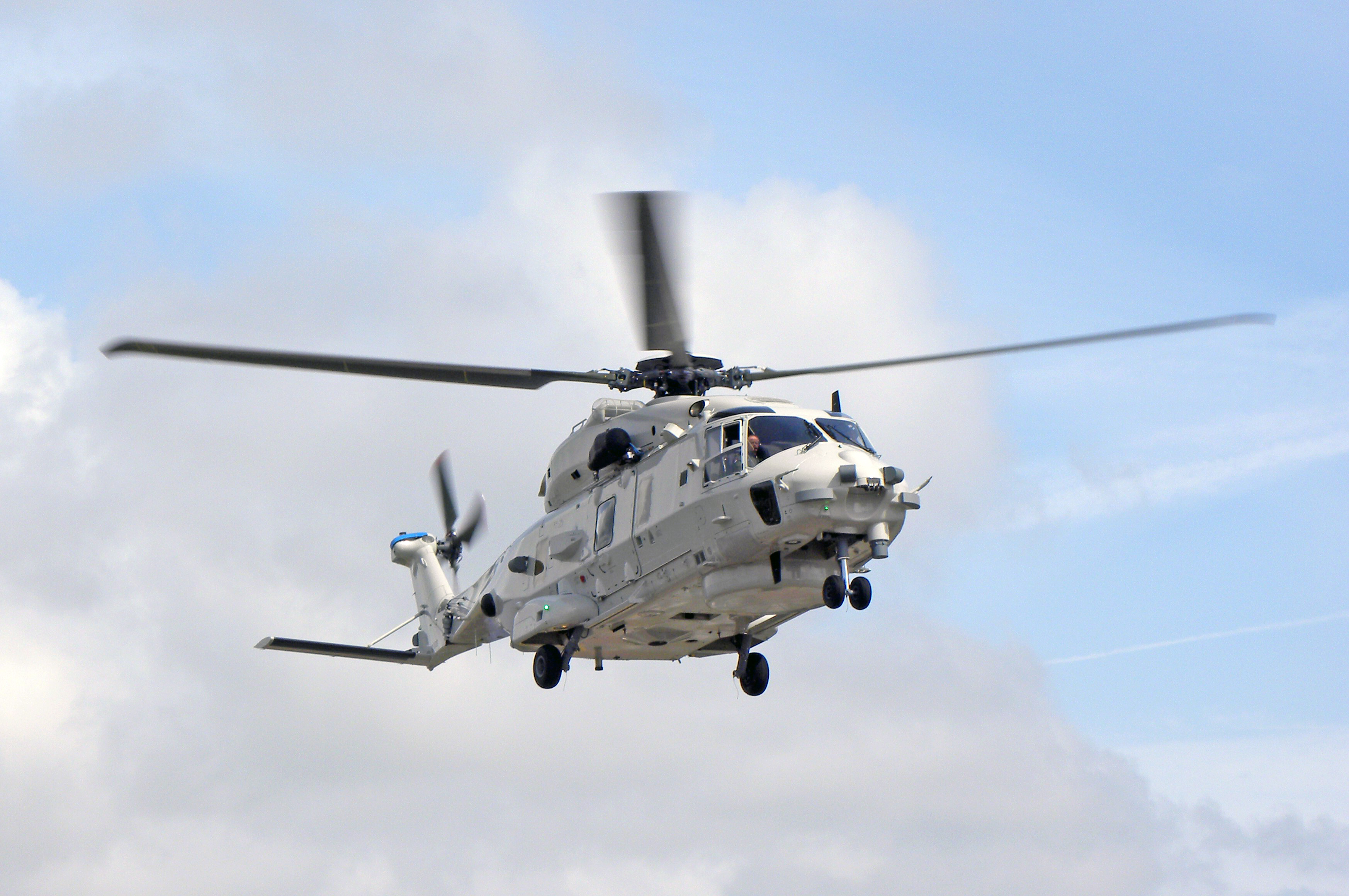
Les Sea King Mk-48 sont remplacés à partir de 2014 par 4 NHIndustries NH-90 NFH (image).

### Retirés du service
- Sikorsky HSS-1
- Sea King Mk-48 (un exemplaire au musée de l'air à Bruxelles)[6]

### En service
En décembre 2019 :
- 4 NHIndustries NH-90 NFH (2 opérationnels, 2 en rétrofit devant être en service d'ici 2019[7])

## Faits d'armes
Outre les sauvetages en mer « de routine », les Sea King de la 40e escadrille interviendront lors d'événements connus, en Belgique et à l'étranger, notamment :
- En  Belgique :
  - Le 6 mars 1987 : lors de la catastrophe du Herald of Free Enterprise.
  - Le 30 juillet 2004 : lors de la catastrophe de Ghislenghien, où ils aideront à transporter les grands brûlés.
  - Le 24 juin 2024 : lors de l'incendie de la tour Kennedy à Liège, un NH-90 de l'escadrille participe aux quinze sauvetages aériens par hélitreuillage ainsi qu'aux opérations de lutte contre l'incendie, conjointement avec un MD-902 luxembourgeois du Luxembourg Air Rescue[8].

- A l'étranger :
  - Le 28 juillet 2009, un Sea King secourra 6 personnes coincées dans une falaise près de Douvres en Angleterre[9].

Le 2 septembre 2013, le RS02 a effectué le 3 000e « décollage pour mission urgente » depuis que les premiers Sea King sont apparus sur la base en 1976.

## Dans la culture populaire
- L'escadrille a fait l'objet d'une série télévisée belge intitulée Windkracht 10 (Force de vent 10 si on la traduit en français), produite en néerlandais et diffusée sur la VRT entre 1997 et 1998.
- Il s'est ensuivi un film, en octobre 2006, nommé Windkracht 10 - Koksijde Rescue (en) (Force 10: SOS Coxyde en français)[11].

## Galerie d'images

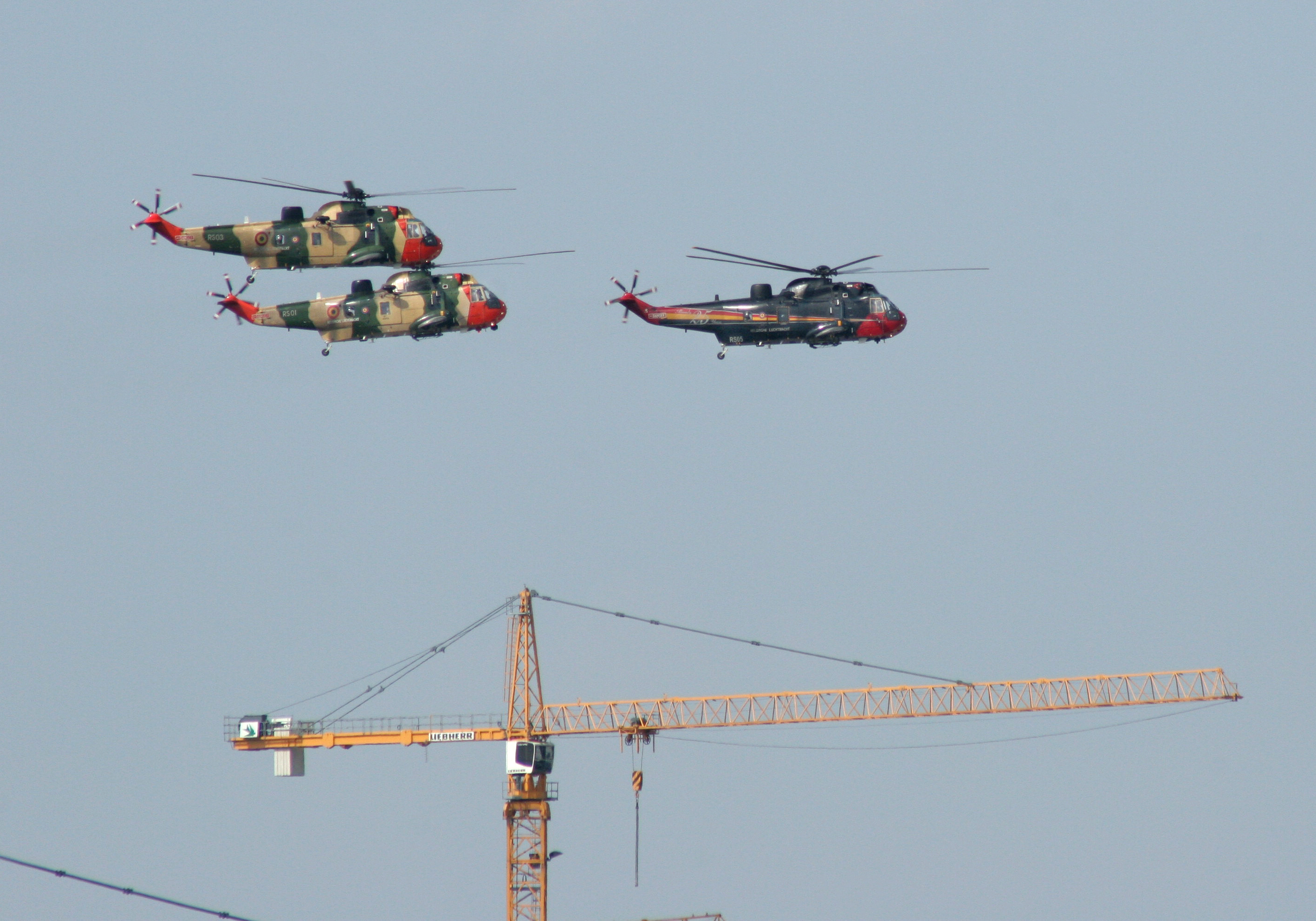
Trois Sea King de l'escadrille lors de la fête nationale belge du 21 juillet 2007.
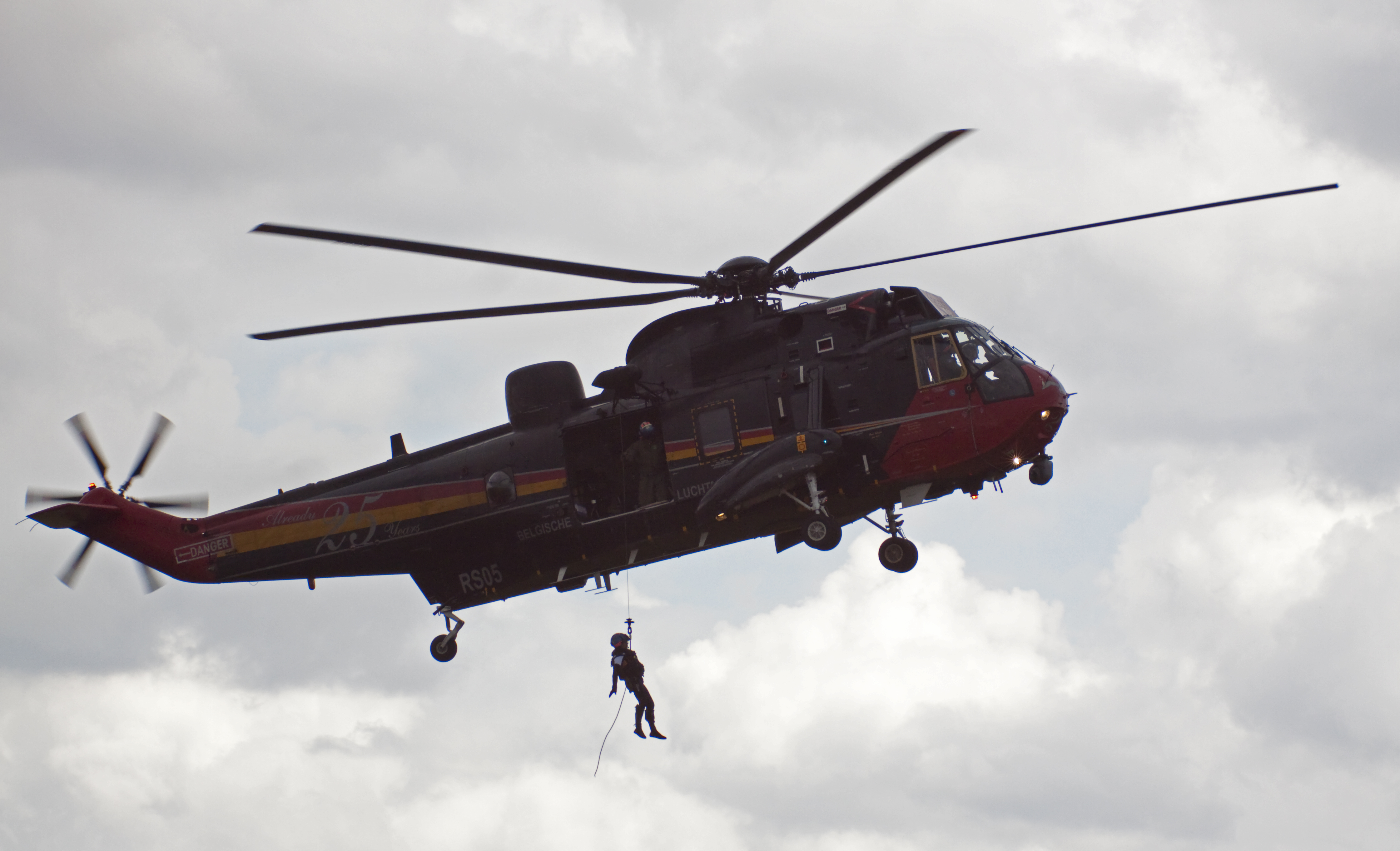
Un des Sea King est peint avec les couleurs nationales belges pour fêter les 25 ans de l'escadrille.
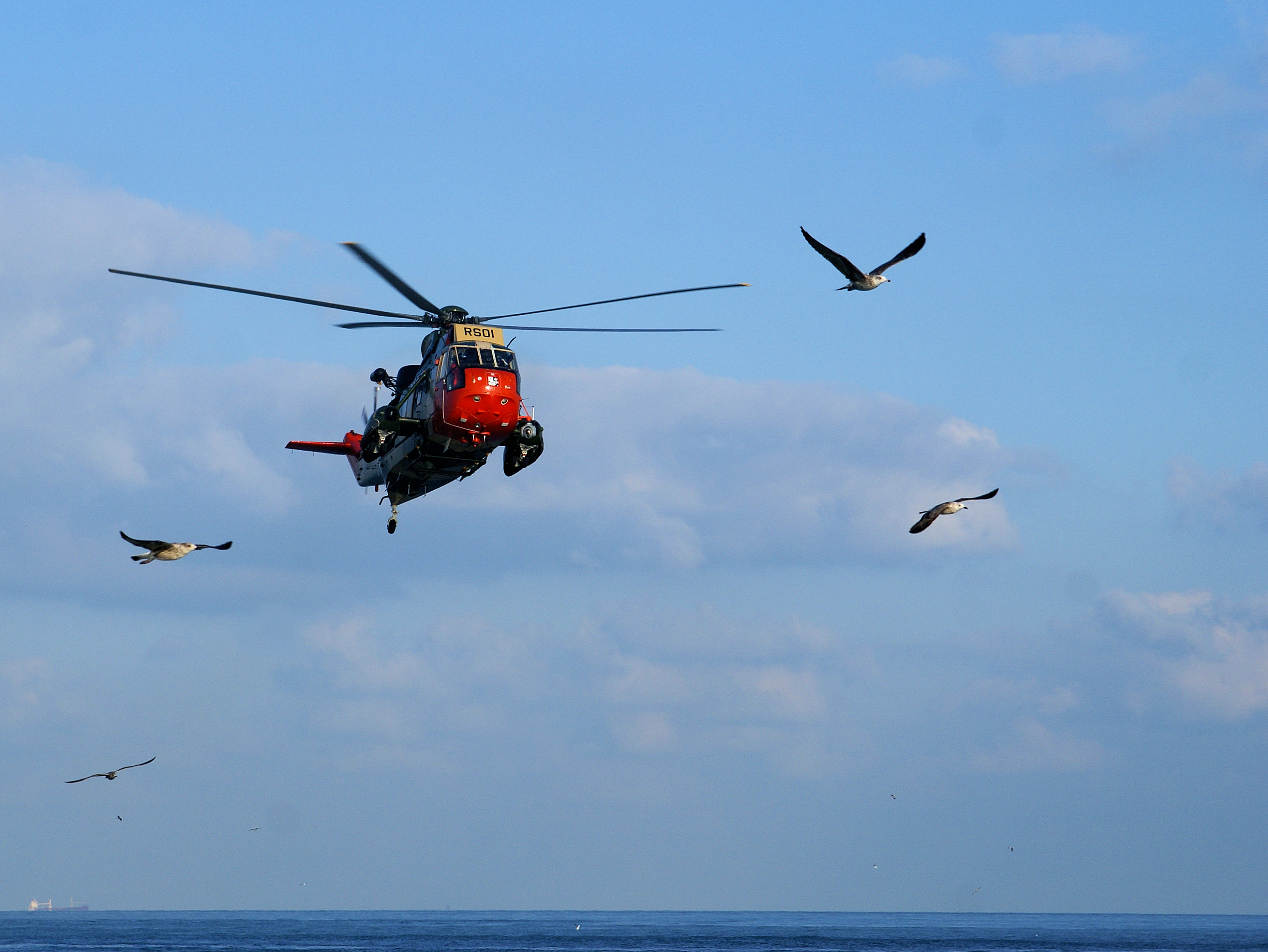
Le Sea King RS01 en l'air.
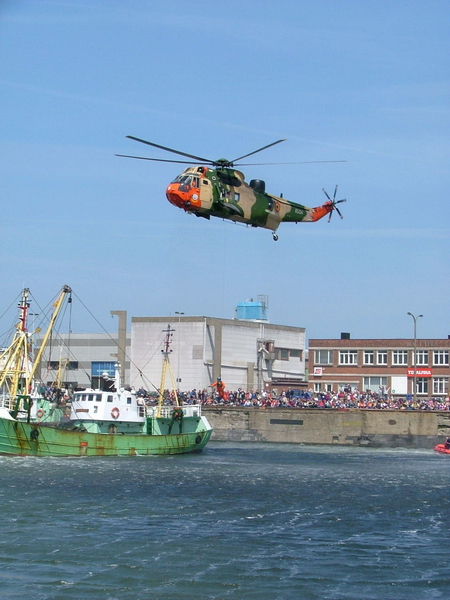
L'un des Sea King de l'escadrille en opérations au-dessus d'un chalutier.

## Sources
- (en) Cet article est partiellement ou en totalité issu de l’article de Wikipédia en anglais intitulé « 40th Squadron Heli (Belgium) » (voir la liste des auteurs).
- Historique sur le site Les ailes militaires belges
- Site de l'armée belge